# Municipio de Magdalena Tequisistlán
El municipio de Magdalena Tequisistlán es uno de los 570 municipios en que se encuentra dividido el estado mexicano de Oaxaca. Su cabecera es el pueblo del mismo nombre.

## Geografía
El municipio de Magdalena Tequisistlán se encuentra localizado en el suroeste del estado de Oaxaca, forma parte del distrito de Tehuantepec en el Istmo de Tehuantepec. Tiene una superficie territorial de 843.508 kilómetros cuadrados que equivalen al 0.72% de la superficie estatal. Sus coordenadas geográficas extremas son 16°9′ - 16°37′ de latitud norte y 95°27′ - 95°48′ de longitud oeste, y su altitud va de un máximo de 2500 a un mínimo de 100 metros sobre el nivel del mar.
El municipio limita al norte con el municipio de Nejapa de Madero y el municipio de Santa María Totolapilla, al noreste con el municipio de Santa María Jalapa del Marqués y al este con el municipio de Santo Domingo Tehuantepec; al sur limita con el municipio de San Miguel Tenango, al suroeste con el municipio de Asunción Tlacolulita y al oeste con el municipio de Santa María Ecatepec y el municipio de San Carlos Yautepec.

## Demografía
La población total del municipio de Magdalena Tequisistlán de acuerdo con el Censo de Población y Vivienda realizado en 2020 por el Instituto Nacional de Estadística y Geografía, es de 5 996 habitantes.
La densidad poblacional ascienda a 7.1 habitantes por kilómetro cuadrado.

### Localidades
El municipio se encuentra formado por diecinueve localidades, las principales y su población de acuerdo al censo de 2020 son:
| Localidad              | Población |
| Total Municipio        | 5 996     |
| Magdalena Tequisistlán | 3 605     |
| San Miguel Ecatepec    | 667       |
| Colonia Marilú         | 419       |

## Política

### Representación legislativa
Para la elección de diputados locales al Congreso de Oaxaca y de diputados federales a la Cámara de Diputados federal, el municipio de Magdalena Tequisistlán se encuentra integrado en los siguientes distritos electorales:
Local:
- Distrito electoral local de 18 de Oaxaca con cabecera en Santo Domingo Tehuantepec.[4]

Federal:
- Distrito electoral federal 5 de Oaxaca con cabecera en Salina Cruz.[5]